# Зимові Олімпійські ігри 2018
Зимові Олімпійські ігри 2018 (англ. 2018 Winter Olympics, фр. Jeux Olympiques d'hiver de 2018, офіційна назва XXIII зимові Олімпійські ігри) — двадцять треті зимові Олімпійські ігри, які пройшли з 9 по 25 лютого 2018 року у місті Пхьончхан (Південна Корея).

## Вибори місця проведення
Кандидатами на проведення ігор були
- Пхьончхан
- Мюнхен
- Ансі

6 липня 2011 в Дурбані виконком Міжнародного олімпійського комітету обрав місцем проведення зимової Олімпіади-2018 південнокорейський Пхьончхан. Країна-господарка турніру визначилася вже в першому раунді голосування, оскільки Пхьончхан одержав більшість голосів: за південнокорейське місто проголосували 54 члени виконкому МОК з 95. Пхьончхан тричі поспіль претендував на організацію зимової Олімпіади, два попередні рази це право отримали Ванкувер і Сочі.

## Символіка

Сухоран та Бандабі

### Талісмани
Талісманами Олімпійських ігор стали тигр Сухоран (в Олімпіаді) і ведмежа Бандабі (в Паралімпіаді).

### Олімпійський вогонь
Естафета олімпійського вогню по традиції розпочалася в Греції 24 жовтня 2017 року. Першим факелоносцем став грецький гірський лижник Апостолос Ангеліс. Естафету від грека відразу прийняв колишній футболіст англійського «Манчестер Юнайтед» і збірної Південної Кореї Пак Чі Сон. По території Греції естафета продовжувалася вісім днів [5]. 1 листопада 2017 року олімпійський вогонь доставили в Південну Корею [6]. На території Південної Кореї естафета Олімпійського вогню стартувала 1 листопада — за 100 днів до церемонії відкриття ігор. Маршрут естафети, в якому брали участь 7,5 тис. факелоносців, склав 2018 кілометрів і пройшов по 17 містам і областям країни. Естафета закінчилася 9 лютого 2018 року на Олімпійському стадіоні Пхьончхан.

### Медалі
21 вересня в столиці Південної Кореї були представлені медалі Олімпіади-2018 року. На лицевій стороні медалей нанесено діагональні лінії, що символізують історію Олімпіади та рішучість спортсменів. На зворотній стороні представлені спортивні дисципліни. Стрічки для медалей створюються з використанням традиційних корейських тканин

## Змагання
|                                                                 |  |  |
| Ювілейна монета НБУ присвячена XXIII зимовим Олімпійським іграм |  |  |

Проведення змагань з 15 зимових видів спорту було оголошено в рамках зимових Олімпійських ігор 2018 року. Вісім видів належать до льодових: бобслей, санний спорт, скелетон, хокей з шайбою, фігурне катання, ковзанярський спорт, шорт-трек і керлінг, а решту лижні змагання: гірськолижний спорт, сноубординг, фристайл, біатлон, лижні перегони, стрибки з трампліна та лижне двоборство.
Цифри у дужках вказують кількість комплектів нагород у кожній дисципліні.
| - Біатлон (11) - Бобслей (3) - Гірськолижний спорт (11) - Керлінг (3) | - Ковзанярський спорт (14) - Лижне двоборство (3) - Лижні перегони (12) - Санний спорт (4) | - Скелетон (2) - Сноубординг (10) - Стрибки з трампліна (4) - Фігурне катання (5) | - Фристайл (10) - Хокей (2) - Шорт-трек (8) |

Менше, ніж за 2 місяці до старту Олімпійських ігор Україна залишалася єдиною країною Європи, що не купила прав на трансляцію Олімпійських ігор 2018. У листопаді 2017 року стало відомо, що на іграх у Республіці Корея вже точно не буде на змаганнях акредитованих журналістів-коментаторів, попри те, що ціна трансляції була знижена з 5 млн євро до 5 млн доларів за пакет трансляцій Олімпійських ігор у 2018 та 2020. 1 грудня 2017 року о 16:30 відбулося засідання Кабміну, на якому було прийняте остаточне рішення щодо купівлі обмежених прав на отримання телевізійної картинки без безпосередньої присутності на події. 3 січня 2018 року Національна суспільна телерадіокомпанія України повідомила про купівлю прав на трансляцію Олімпійських ігор 2018 та 2020 років.

## Олімпійські об'єкти

#### Пхьончхан

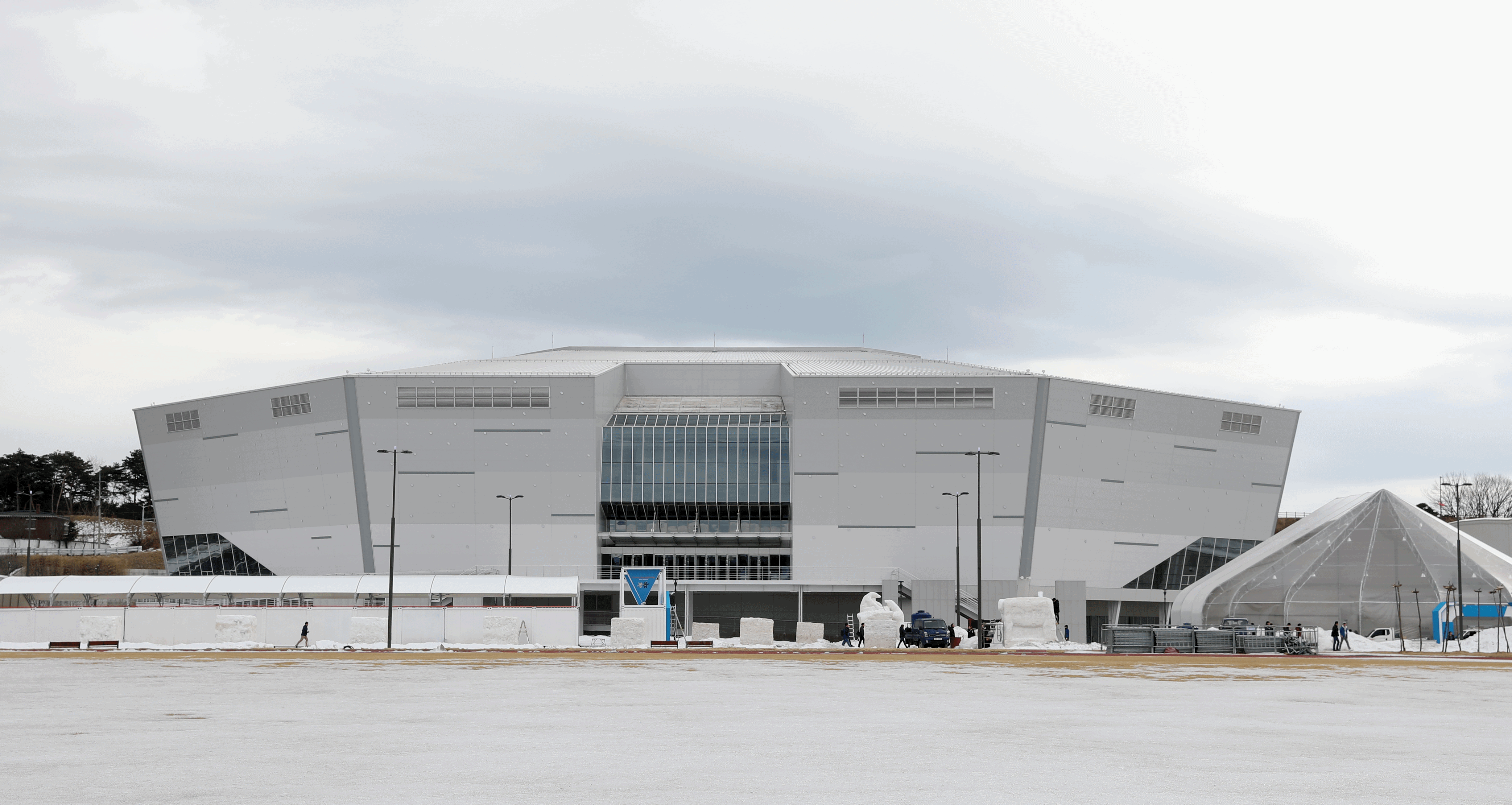
Хокейний центр

- Хокейний центрАльпензія, головне місце проведення Олімпійських ігор 2018 та розташування головного Олімпійського селища.
  - Олімпійський стадіон
  - Парк для стрибків з трампліна «Альпензія»: стрибки з трампліна, двоборство
  - Центр біатлону «Альпензія»: біатлон
  - Лижний центр «Альпензія»: лижні перегони, двоборство
  - Центр санних видів спорту «Альпензія»: бобслей, санний спорт, скелетон (Sliding Centre)
  - Гірськолижна база Йонпхьон: гірськолижний спорт (Yongpyong Alpine Centre)

#### Каннин
Прибережний кластер та Олімпійський парк міста Каннин знаходиться недалеко від головного Олімпійського селища.
- - Крита льодова ковзанка: керлінг
  - Союзний хокейний центр: хокей з шайбою
  - Овал Каннин: ковзанярський спорт
  - Льодовий палац Каннин: фігурне катання, шорт-трек
  - Спортивна арена Університету Квандон: хокей з шайбою

#### Окремі локації
- Чунбон: гірськолижний спорт у районі Чонсон
- Бугван Фенікс Парк (Пхьончхан): фристайл, сноуборд

## Витрати Кореї на проведення Зимових Олімпійських ігор 2018
За даними ради міжнародних відносин США, бюджет Зимових Олімпійських ігор 2018 становить $15.4 млрд. Згідно з документами інформагентства SID, бюджет Ігор склав $12,5 млрд.
На організацію Ігор в Пхенчхані витратили $2,4 млрд, решту витрачено на інфраструктурні проєкти, пов'язані з Олімпіадою. Найбільші витрати пов'язані з будівництвом високошвидкісної залізничної магістралі з Сеула до Пхенчхану, який розташований за 170 км від столиці, на цей проєкт витрачено $3,4 млрд.

## Учасники
- 93 команди були представлені принаймні одним спортсменом (92 країни та делегація з Росії під олімпійським прапором).
- Шість країн дебютують на зимових Олімпійських іграх: Еквадор, Еритрея, Косово, Малайзія, Нігерія та Сінгапур.
- Спортсмени з Кайманових Островів, Домініки та Перу кваліфікувались, однак всі три олімпійські комітети повернули свої квоти Міжнародній федерації лижного спорту.
- Спортсменам з Північної Кореї буде дозволено перетнути демілітаризовану зону на шляху до Південної Кореї.[11][12] Північна Корея домовилась з Південною Кореєю надіслати своїх спортсменів для участі в змаганнях.[13] Дві країни будуть йти під одним прапором на церемонії відкриття на спеціально побудованому для цього Олімпійському стадіоні.[14][15]
- Українські спортсмени представлять країну у таких видах спорту: біатлон, гірськолижний спорт, санний спорт, фігурне катання, лижні перегони, фристайл,  лижне двоборство, сноуборд, скелетон. Загалом 32 учасники, 9 видів спорту.[16]

| НОК Учасники | НОК Учасники |
| --- | --- |
| - Австралія (49) - Австрія (102) - Азербайджан (1) - Албанія (2) - Андорра (5) - Аргентина (7) - Бельгія (22) - Бермуди (1) - Білорусь (32) - Болгарія (20) - Болівія (2) - Боснія і Герцеговина (4) - Бразилія (8) - Велика Британія (56) - Вірменія (3) - Гана (1) - Гонконг (1) - Греція (4) - Грузія (4) - Данія (16) - Еквадор (1) - Еритрея (1) - Естонія (20) - Ізраїль (10) - Індія (2) - Іран (4) - Ірландія (5) - Ісландія (5) - Іспанія (13) - Італія (116) - Казахстан (44) - Канада (220) - Кенія (1) - Киргизстан (2) - Китай (79) - Китайський Тайбей (4) - Кіпр (1) - Колумбія (4) - Корея (26) - Косово (1) - Латвія (34) - Литва (9) - Ліван (3) - Ліхтенштейн (3) - Люксембург (1) - Мадагаскар (1) - Малайзія (2) - Мальта (1) - Марокко (2) - Мексика (4) - Молдова (2) - Монако (4) - Монголія (2) - Нігерія (4) - Нідерланди (31) - Німеччина (145) - Нова Зеландія (20) - Норвегія (99) - Пакистан (2) - ПАР (1) - Південна Корея (120) - Північна Корея (10) - Північна Македонія (3) - Польща (61) - Португалія (2) - Пуерто-Рико (1) - Румунія (28) - Сан-Марино (1) - Сербія (4) - Сінгапур (1) - Словаччина (54) - Словенія (70) - Спортсмени-олімпійці з Росії (167) - Східний Тимор (1) - США (228) - Таїланд (4) - Того (1) - Тонга (1) - Туреччина (8) - Угорщина (18) - Узбекистан (2) - Україна (32) - Філіппіни (2) - Фінляндія (96) - Франція (100) - Хорватія (18) - Чехія (91) - Чилі (7) - Чорногорія (3) - Швейцарія (160) - Швеція (108) - Ямайка (3) - Японія (119) | |
| Брали участь у 2014, але не у 2018. | Участь у 2018, але не у 2014. |
| - Американські Віргінські Острови - Британські Віргінські Острови - Венесуела - Домініка - Зімбабве - Кайманові Острови - Незалежні олімпійські атлети - Непал - Парагвай - Перу - Росія - Таджикистан | - Болівія - Гана - Еквадор - Еритрея - Кенія - Колумбія - Корея - Косово - Мадагаскар - Малайзія - Нігерія - ПАР - Північна Корея - Пуерто-Рико - Сінгапур - Спортсмени-олімпійці з Росії |

#### Кількість атлетів за НОК
| НОК | Країна                       | Атлети |
| --- | ---------------------------- | ------ |
| USA | США                          | 228    |
| CAN | Канада                       | 220    |
| OAR | Спортсмени-олімпійці з Росії | 167    |
| SUI | Швейцарія                    | 160    |
| GER | Німеччина                    | 145    |
| KOR | Південна Корея               | 120    |
| JPN | Японія                       | 119    |
| ITA | Італія                       | 116    |
| SWE | Швеція                       | 108    |
| AUT | Австрія                      | 102    |
| FRA | Франція                      | 100    |
| NOR | Норвегія                     | 99     |
| FIN | Фінляндія                    | 96     |
| CZE | Чехія                        | 91     |
| CHN | Китай                        | 79     |
| SLO | Словенія                     | 70     |
| POL | Польща                       | 61     |
| GBR | Велика Британія              | 56     |
| SVK | Словаччина                   | 54     |
| AUS | Австралія                    | 49     |
| KAZ | Казахстан                    | 44     |
| LAT | Латвія                       | 34     |
| BLR | Білорусь                     | 32     |
| UKR | Україна                      | 32     |
| NED | Нідерланди                   | 31     |
| ROU | Румунія                      | 28     |
| COR | Корея                        | 26     |
| BEL | Бельгія                      | 22     |
| BUL | Болгарія                     | 20     |
| EST | Естонія                      | 20     |
| NZL | Нова Зеландія                | 20     |
| HUN | Угорщина                     | 18     |
| CRO | Хорватія                     | 18     |
| DEN | Данія                        | 16     |
| ESP | Іспанія                      | 13     |
| ISR | Ізраїль                      | 10     |
| PRK | Північна Корея               | 10     |
| LTU | Литва                        | 9      |
| BRA | Бразилія                     | 8      |
| TUR | Туреччина                    | 8      |
| ARG | Аргентина                    | 7      |
| CHI | Чилі                         | 7      |
| AND | Андорра                      | 5      |
| IRL | Ірландія                     | 5      |
| ISL | Ісландія                     | 5      |
| BIH | Боснія і Герцеговина         | 4      |
| GRE | Греція                       | 4      |
| GEO | Грузія                       | 4      |
| IRI | Іран                         | 4      |
| TPE | Китайський Тайбей            | 4      |
| COL | Колумбія                     | 4      |
| MEX | Мексика                      | 4      |
| MON | Монако                       | 4      |
| NGR | Нігерія                      | 4      |
| SRB | Сербія                       | 4      |
| THA | Таїланд                      | 4      |
| ARM | Вірменія                     | 3      |
| LBN | Ліван                        | 3      |
| LIE | Ліхтенштейн                  | 3      |
| MKD | Північна Македонія           | 3      |
| MNE | Чорногорія                   | 3      |
| JAM | Ямайка                       | 3      |
| ALB | Албанія                      | 2      |
| BOL | Болівія                      | 2      |
| IND | Індія                        | 2      |
| KGZ | Киргизстан                   | 2      |
| MAS | Малайзія                     | 2      |
| MAR | Марокко                      | 2      |
| MDA | Молдова                      | 2      |
| MGL | Монголія                     | 2      |
| PAK | Пакистан                     | 2      |
| POR | Португалія                   | 2      |
| UZB | Узбекистан                   | 2      |
| PHI | Філіппіни                    | 2      |
| AZE | Азербайджан                  | 1      |
| BER | Бермуди                      | 1      |
| GHA | Гана                         | 1      |
| HKG | Гонконг                      | 1      |
| ECU | Еквадор                      | 1      |
| ERI | Еритрея                      | 1      |
| KEN | Кенія                        | 1      |
| CYP | Кіпр                         | 1      |
| KOS | Косово                       | 1      |
| LUX | Люксембург                   | 1      |
| MAD | Мадагаскар                   | 1      |
| MLT | Мальта                       | 1      |
| RSA | ПАР                          | 1      |
| PUR | Пуерто-Рико                  | 1      |
| SMR | Сан-Марино                   | 1      |
| SGP | Сінгапур                     | 1      |
| TLS | Східний Тимор                | 1      |
| TOG | Того                         | 1      |
| TGA | Тонга                        | 1      |

## Календар
| ● | Церемонія відкриття | ● | Кваліфікація змагань | ● | Фінали | ПВ | Показові виступи | ● | Церемонія закриття |

| Лютий                       | Лютий                       | 8 | 9 | 10 | 11 | 12 | 13 | 14 | 15 | 16 | 17 | 18 | 19 | 20 | 21 | 22 | 23 | 24 | 25  | Комплекти медалей |
| --------------------------- | --------------------------- | - | - | -- | -- | -- | -- | -- | -- | -- | -- | -- | -- | -- | -- | -- | -- | -- | --- | ----------------- |
| Церемонії                   | Церемонії                   |   | ● |    |    |    |    |    |    |    |    |    |    |    |    |    |    |    | ●   | Н/Д               |
| Біатлон                     | Біатлон                     |   |   | ●  | ●  | ●  |    | ●  | ●  |    | ●  | ●  |    | ●  |    | ●  | ●  |    |     | 11                |
| Бобслей                     | Бобслей                     |   |   |    |    |    |    |    |    |    |    | ●  | ●  | ●  | ●  |    |    | ●  | ●   | 3                 |
| Гірськолижний спорт         | Гірськолижний спорт         |   |   |    |    |    | ●  |    | ●  | ●  | ●  | ●  |    |    | ●  | ●  |    | ●  |     | 11                |
| Керлінг                     | Керлінг                     | ● | ● | ●  | ●  | ●  | ●  | ●  | ●  | ●  | ●  | ●  | ●  | ●  | ●  | ●  | ●  | ●  | ●   | 3                 |
| Ковзанярський спорт         | Ковзанярський спорт         |   |   | ●  | ●  | ●  | ●  | ●  | ●  | ●  |    | ●  | ●  |    | ●  |    | ●  | ●  |     | 14                |
| Лижне двоборство            | Лижне двоборство            |   |   |    |    |    |    | ●  |    |    |    |    |    | ●  |    | ●  |    |    |     | 3                 |
| Лижні перегони              | Лижні перегони              |   |   | ●  | ●  |    | ●  |    | ●  | ●  | ●  | ●  |    |    | ●  |    |    | ●  | ●   | 12                |
| Санний спорт                | Санний спорт                |   |   | ●  | ●  | ●  | ●  | ●  | ●  |    |    |    |    |    |    |    |    |    |     | 4                 |
| Скелетон                    | Скелетон                    |   |   |    |    |    |    |    | ●  | ●  | ●  |    |    |    |    |    |    |    |     | 2                 |
| Сноубординг                 | Сноубординг                 |   |   | ●  | ●  | ●  | ●  | ●  | ●  | ●  |    |    | ●  |    | ●  | ●  | ●  | ●  |     | 10                |
| Стрибки з трампліна         | Стрибки з трампліна         | ● |   | ●  |    | ●  |    |    |    | ●  | ●  |    | ●  |    |    |    |    |    |     | 4                 |
| Фігурне катання             | Фігурне катання             |   | ● |    | ●  | ●  |    | ●  | ●  | ●  | ●  |    | ●  | ●  | ●  |    | ●  |    | ПВ  | 5                 |
| Фристайл                    | Фристайл                    |   | ● |    | ●  | ●  |    |    | ●  | ●  | ●  | ●  | ●  | ●  | ●  | ●  | ●  |    |     | 10                |
| Хокей                       | Хокей                       |   |   | ●  | ●  | ●  | ●  | ●  | ●  | ●  | ●  | ●  | ●  | ●  | ●  | ●  | ●  | ●  | ●   | 2                 |
| Шорт-трек                   | Шорт-трек                   |   |   | ●  |    |    | ●  |    |    |    | ●  |    |    | ●  |    | ●  |    |    |     | 8                 |
| Комплектів у день           | Комплектів у день           |   |   | 5  | 6  | 7  | 8  | 5  | 8  | 7  | 9  | 6  | 3  | 5  | 7  | 9  | 5  | 8  | 4   | 102               |
| Комплектів розіграно всього | Комплектів розіграно всього |   |   | 5  | 11 | 18 | 26 | 31 | 39 | 46 | 55 | 61 | 64 | 69 | 76 | 85 | 90 | 98 | 102 | 102               |
| Лютий                       | Лютий                       | 8 | 9 | 10 | 11 | 12 | 13 | 14 | 15 | 16 | 17 | 18 | 19 | 20 | 21 | 22 | 23 | 24 | 25  | Комплекти медалей |

## Санкції щодо Росії

Логотип команди «Спортсмени-олімпійці з Росії

У зв'язку з існуванням у Росії державної системи підтримки допінгу, російським спортсменам на Олімпіаді було заборонено використовувати російську символіку, прапор та гімн. При цьому вболівальникам на трибунах цього не заборонялося. Покарання було розкритиковане як фейкове, оскільки воно за фактом не накладало жодних обмежень на участь росіян.
Приводом для цього стали численні викриті ще на Олімпіаді-2014 в Сочі випадки використання російськими спортсменами допінгу. За ними стався скандальний документальний фільм німецького режисера Х. Зепельта, призначене WADA розслідування та доповідь Річарда Макларена, а також власне визнання та речові докази втікача на Захід головного «хіміка» та офіційного голови Антидопінгової лабораторії Росії Григорія Родченкова. Розслідування довело існування таємної державної програми допінгу, яку підтримували НОК РФ, ФСБ, російський уряд та лабораторія РУСАДА.
На засіданні виконкому МОК, яке відбулося в Лозанні 5 грудня 2017, було прийнято рішення дискваліфікувати Олімпійський комітет Росії, призупинити в МОК членство президента Олімпійського комітету Росії Олександра Жукова, довічно відсторонити віцепрем'єра РФ Віталія Мутка і колишнього заступника міністра спорту РФ Нагорного від відвідування Олімпіад. Крім того МОК наклав на Олімпійський комітет Росії штраф у розмірі 15 мільйонів доларів для відшкодування витрат МОК на розслідування.

## Результати
Легенда
      Країна-господар

| Місце | Країна               |    |    |    | Разом |
| ----- | -------------------- | -- | -- | -- | ----- |
| 1     | Норвегія (NOR)       | 14 | 14 | 11 | 39    |
| 2     | Німеччина (GER)      | 14 | 10 | 7  | 31    |
| 3     | Канада (CAN)         | 11 | 8  | 10 | 29    |
| 4     | США (USA)            | 9  | 8  | 6  | 23    |
| 5     | Нідерланди (NED)     | 8  | 6  | 6  | 20    |
| 6     | Швеція (SWE)         | 7  | 6  | 1  | 14    |
| 7     | Південна Корея (KOR) | 5  | 8  | 4  | 17    |
| 8     | Швейцарія (SUI)      | 5  | 6  | 4  | 15    |
| 9     | Франція (FRA)        | 5  | 4  | 6  | 15    |
| 10    | Австрія (AUT)        | 5  | 3  | 6  | 14    |
| 11    | Японія (JPN)         | 4  | 5  | 4  | 13    |
| ...   | ....                 |    |    |    |       |
| 21    | Україна (UKR)        | 1  | 0  | 0  | 1     |

## Виноски
1. ↑  Пхьончхан одержав право на проведення Олімпіади-2018. Архів оригіналу за 28 липня 2011. Процитовано 6 липня 2011.
2. ↑  В Древней Олимпии зажгли Олимпийский огонь зимних Игр-2018 в Пхенчхане. Olympteka.ru. Olympteka.ru: олимпийская энциклопедия, новости спорта, статистика (рос.). Архів оригіналу за 25 жовтня 2017. Процитовано 11 лютого 2018.
3. ↑  Former South Korean football player Park named first Pyeongchang 2018 Torchbearer. 1507812660. Архів оригіналу за 31 січня 2018. Процитовано 11 лютого 2018.
4. ↑  Олимпийский огонь доставили в Южную Корею. Interfax.ru (рос.). 1 листопада 2017. Архів оригіналу за 12 лютого 2018. Процитовано 11 лютого 2018.
5. ↑  В Сеуле презентовали медали Олимпиады-2018. runews24.ru (рос.). Архів оригіналу за 21 вересня 2017. Процитовано 11 лютого 2018.
6. ↑  Україна єдина в Європі не купила права на показ Олімпійських ігор. Архів оригіналу за 2 січня 2018. Процитовано 1 грудня 2017.
7. ↑  В України немає $3 млн на трансляцію Олімпіади. Наших вболівальників труїтимуть російською пропагандою. Архів оригіналу за 1 грудня 2017. Процитовано 1 грудня 2017.
8. ↑  Україна уклала угоду на трансляцію Олімпійських ігор. Інформаційне агентство Українські Національні Новини (УНН). Всі онлайн новини дня в Україні за сьогодні - найсвіжіші, останні, головні. (укр.). Архів оригіналу за 4 січня 2018. Процитовано 4 січня 2018.
9. ↑  Реальні витрати Китаю на організацію Олімпіади у 10 разів вищі за офіційні – Business Insider. Економічна правда (укр.). Архів оригіналу за 4 лютого 2022. Процитовано 4 лютого 2022.
10. 1 2 3  У скільки обійшлася Олімпіада-2018?. Слово і Діло (укр.). Архів оригіналу за 4 лютого 2022. Процитовано 4 лютого 2022.
11. ↑  Pyeongchang 2018: Athletes to travel through demilitarised zone. BBC News. 18 травня 2017. Архів оригіналу за 7 січня 2018. Процитовано 8 червня 2017.
12. ↑  North Korean skaters qualify for Pyeongchang 2018. insidethegames.biz. Dunsar Media Company Limited. Архів оригіналу за 10 грудня 2017. Процитовано 19 січня 2018.
13. ↑  Sang-Hun, Choe (8 січня 2018). North Korea to Send Athletes to Olympics in South Korea Breakthrough. The New York Times. Архів оригіналу за 9 січня 2018. Процитовано 9 січня 2018.
14. ↑  Koreas to carry single Olympic flag. BBC News (брит.). 2018. Архів оригіналу за 15 травня 2020. Процитовано 17 січня 2018.
15. ↑  Mixed 4-man bobsleigh team from North and South Korea could forerun Olympic races. ISU.org. Архів оригіналу за 19 січня 2018. Процитовано 18 січня 2018.
16. ↑  Зимова Олімпіада-2018: розклад змагань - 24 Канал. 24 Канал. Архів оригіналу за 10 лютого 2018. Процитовано 9 лютого 2018.
17. ↑  Quota allocation for Alpine skiing. www.data.fis-ski.com/. International Ski Federation (FIS). 8 серпня 2017. Архів оригіналу за 28 липня 2017. Процитовано 8 серпня 2017.
18. ↑  зимових Олімпійських іграх 2018 Olympics. IIHF. iihf.com. Архів оригіналу за 4 липня 2017. Процитовано 18 травня 2015.
19. ↑  Quota allocation for Cross-country skiing. www.data.fis-ski.com/. International Ski Federation (FIS). 8 серпня 2017. Архів оригіналу за 22 грудня 2017. Процитовано 8 серпня 2017.
20. ↑  Pyeongchang зимових Олімпійських іграх 2018 Olympics. worldcurling.org. Архів оригіналу за 11 липня 2018. Процитовано 23 липня 2016.
21. ↑  ISU Communication no. 2136. International Skating Union. Архів оригіналу за 23 грудня 2017. Процитовано 31 грудня 2017.
22. ↑  Quotas - Olympic Winter Games Pyeongchang 2018. IBSF.org. Архів оригіналу за 30 травня 2017. Процитовано 15 січня 2018.
23. ↑  IOC suspends Russian NOC and creates a path for clean individual athletes to compete in Pyeongchang 2018 under the olympic flag [Архівовано 24 квітня 2020 у Wayback Machine.] — офіційний сайт Міжнародного олімпійського комітету, 5 грудня 2017 (англ.)
24. ↑  МОК заборонив російським спортсменам виступати на зимовій Олімпіаді під прапором Росії [Архівовано 22 лютого 2018 у Wayback Machine.] — Радіо «Свобода», 5 грудня 2017
25. ↑  The IOC’s Russian problem: exclusion was never an option.
26. ↑  'Russia' continues to make mockery of Olympic ban.
27. ↑  Олимпиада-2018: опубликован список запретов для спортсменов из РФ. ЛІГА.Новости. 26 січня 2018. Архів оригіналу за 16 березня 2018. Процитовано 20 березня 2018.
28. ↑  Medal Standings  - Pyeongchang 2018 Olympic Winter Games. www.pyeongchang2018.com (англ.). Архів оригіналу за 24 лютого 2018. Процитовано 14 лютого 2018.

Див. також
- Зимові Паралімпійські ігри 2018